# Zelotes zonognathus
Zelotes zonognathus är en spindelart som först beskrevs av William Frederick Purcell 1907.  Zelotes zonognathus ingår i släktet Zelotes och familjen plattbuksspindlar. Inga underarter finns listade i Catalogue of Life.